# Dasygaster eudmeta
Dasygaster eudmeta är en fjärilsart som beskrevs av Turner 1938. Dasygaster eudmeta ingår i släktet Dasygaster och familjen nattflyn. Inga underarter finns listade i Catalogue of Life.